# Чемпионат Европы по фехтованию 1981
Чемпионат Европы по фехтованию 1981 года прошёл в городе Фоджа (Италия). Это был первый из турниров, проводимых в попытке возродить отсутствовавшие после Второй мировой войны чемпионаты Европы по фехтованию. Всего в начале 1980-х годов было проведено три подобных турнира, которые, однако, не смогли привлечь много известных спортсменов. Состязания проводились лишь в личном первенстве.

## Общий медальный зачёт
| Место | Страна  | Золото | Серебро | Бронза | Всего |
| ----- | ------- | ------ | ------- | ------ | ----- |
| 1     | Италия  | 3      | 2       | 1      | 6     |
| 2     | Венгрия | 1      | 0       | 1      | 2     |
| 3     | Польша  | 0      | 1       | 0      | 1     |
| 3     | Бельгия | 0      | 1       | 0      | 1     |
| 5     | Румыния | 0      | 0       | 1      | 1     |
| 5     | ФРГ     | 0      | 0       | 1      | 1     |
| Всего | Всего   | 4      | 4       | 4      | 12    |

## Медалисты

### Мужчины
| Дисциплина               | Золото          | Серебро         | Бронза           |
| ------------------------ | --------------- | --------------- | ---------------- |
| Шпага Личное первенство  | Анджело Маццони | Стефан Ганефф   | Роберт Фелисяк   |
| Рапира Личное первенство | Андреа Борелла  | Анджело Скури   | Петру Куки       |
| Сабля Личное первенство  | Имре Гедёвари   | Яцек Берковский | Фердинандо Мельо |

### Женщины
| Дисциплина               | Золото              | Серебро          | Бронза         |
| ------------------------ | ------------------- | ---------------- | -------------- |
| Рапира Личное первенство | Анна Рита Спарачари | Дорина Ваккарони | Корнелия Ханиш |